# Hafen (Lokal)

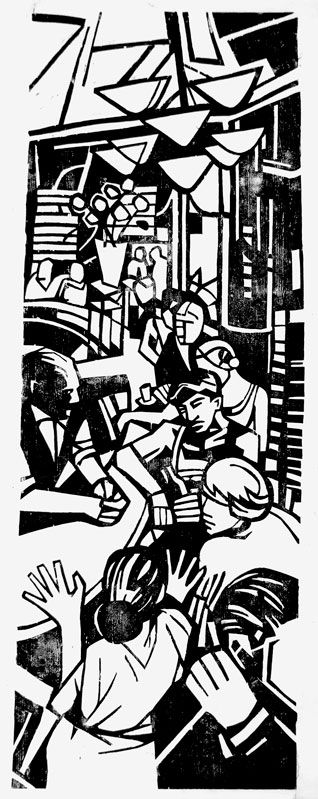
Holzschnitt von Peter Knoch im Hafen

Der Hafen (Eigenschreibweise HAFEN tanzbar) ist eine queere Bar in der Motzstraße im Berliner Bezirk Schöneberg und eine der ersten Bars im Westen von Berlin, in denen die schwul-lesbische Szene offen sichtbar feierte. Gründungsmitglieder waren u. a. die Schauspieler Ulrich Simontowitz und Victor Schefé sowie der Künstler Peter Knoch. Mitinhaber des Lokals war von 1995 bis 2010 der Regisseur Johannes Steinbrückner. Dank seiner Verbindungen zur Theaterszene traten viele Künstler aus der Bar jeder Vernunft in dem Lokal auf.

## Geschichte
Die Bar wurde am 16. November 1990 eröffnet. Das Konzept sah vor, einen offenen Raum für alle zu schaffen und gleichzeitig Wohnzimmer und Schutzraum zu sein. Das Lokal war die erste schwule Bar im Schöneberger Kiez ohne verdunkelte Fenster und ohne Einlassklingel.
In den 1930er Jahren war dort ein Restaurant, in dem schon Marlene Dietrich Gast gewesen war. Seit dem Bestehen des Hafens waren viele weitere Prominente Gäste hier anzutreffen, wie Ian McKellen, Andy Bell, Martin Gore, Marc Almond, Hape Kerkeling, Portishead und auch Isa Genzken oder Michael Roes zählten eine lange Zeit zu den Stammgästen des Hafens. Ein weiterer Stammgast war der Autor, Schauspieler und Regisseur Klaus Chatten. Er schrieb das Stück Karussell, in dem auch der Hafen als Spielort auftauchte. Es wurde 2002 im Maxim-Gorki-Theater unter der Regie von Bernd Mottl uraufgeführt. Der Berliner Künstler Marc Brandenburg gehörte in den Anfangsjahren zur Hafen-Crew hinter der Bar. Die US-amerikanische Fotografin Nan Goldin war während ihres Aufenthalts in den 1990er Jahren in Berlin im Hafen zu Gast und fotografierte das Interieur. Zwei dieser Aufnahmen waren 1996 Teil der Ausstellung amerikanischer Kunst im 20. Jahrhundert im Whitney Museum, New York. Später stellte sie die Bilder ebenfalls in einer Einzelausstellung (Berlin Work. Photographs 1984–2009) in der Berlinischen Galerie 2010/2011 aus.
Ende Januar 2019 kündigte der Vermieter den Pachtvertrag. Nach Solidaritätsbekundungen und breitem Protest der Gäste und Betreiber, und indem sich Politiker wie Volker Beck und der Berliner Kultursenator Klaus Lederer für den Verbleib des Hafens einsetzten, wurde ein neuer, langfristiger Mietvertrag ausgehandelt. Eine größere Öffentlichkeit erreichte man durch die Protestparty am 3. Januar, die zum Zeitpunkt der eigentlich Schlüsselübergabe in den Räumen des Hafens unter dem Motto „10.026 Hafennächte – Und jetzt?“, stattfand.

## Partys

### Koninginnedag
Ab 1993 importierte der Hafen den jährlich am 30. April wiederkehrenden Geburtstag der holländischen Königin, den Koninginnedag, nach Berlin. Bis heute hat sich dieser Tag im Hafen als festes Ereignis gehalten: Jedes Jahr fährt die „Königin“ in neuer Robe samt ihrem Prinzgemahl in einem speziellen Wagen vor dem Lokal vor und gibt den Startschuss in die warme Jahreszeit.

### Andy Warhol Party
Ein legendäres Fest war 2001 die Andy-Warhol-Party, die mit finanzieller Unterstützung der Stadt parallel zu einer Retrospektive des Künstlers in der Neuen Nationalgalerie organisiert wurde. In Anlehnung an den Ritt auf einem Pferd von Bianca Jagger durch das Studio 54 organisierten die Betreiber des Hafens einen Ritt auf drei afrikanischen Elefanten durch die Motzstraße.

### Quizz-O-Rama
Der Sänger und Moderator Hendryk Ekdahl, ebenfalls ein Mitglied des Hafen-Teams, rief im Mai 2004 mit seiner Show aus Ratespiel und Musik den Quizz-O-Rama  ins Leben, der über 12 Jahre jeden Montag durchgeführt wurde. Als Gäste traten während der Show u. a. Denis Fischer, Karsten Troyke, Tim Fischer, Ben Ivory, Emilia, Malediva, Valerie Geffner, Markus Grimm Lance Horne und Meow Meow auf. Nach rund 450 Quizz-Shows in 12 Jahren beendete der Hafen und Hendryk Ekdahl im Januar 2017 die Show-Reihe.
Ab 1995 legte Dj Stephan Wuthe an jedem zweiten Dienstag seine Schellackplatten im Hafen auf. Er war einer der Wegbereiter der wiederkehrenden Swingwelle in Berlin. 2019 feierte er sein 25-jähriges Jubiläum mit einer Party im Hafen.
Weitere Stammgäste auf der Hafen-Bühne sind Künstler wie Irmgard Knef, Ades Zabel oder die Geschwister Pfister.
Berghain und Ostgut Resident Dj und Produzent Boris Dolinski sammelte seit 1995 über 4 Jahre hinweg seine ersten Erfahrungen an wöchentlichen Abenden im Hafen. Auch auf dem seit 1979 stattfindenden Berliner Christopher Street Day (CSD) ist der Hafen mit einem Wagen vertreten.

## Lesbisch-schwules Stadtfest Berlin
Die Betreiber des Hafens engagierten sich vielfältig für mehr Akzeptanz und Toleranz gegenüber Homosexuellen in der Gesellschaft. So entstand in Zusammenarbeit mit anderen Wirten des Kiezes ab 1992 das Motzstraßenfest, das mittlerweile zu den größten schwul-lesbischen Straßenfesten in Europa zählt und inzwischen Hunderttausende Besucher anzieht. Die Hafenbetreiber spielte eine wichtige Rolle für die Anerkennung der schwul-lesbischen Szene und Feierkultur auch von Seiten der Stadt.